# Ashotsk
Ashotsk (in armeno Աշոցք?) è un comune di 2 482 abitanti (2010) della provincia di Shirak in Armenia.